# Eduard Riggenbach

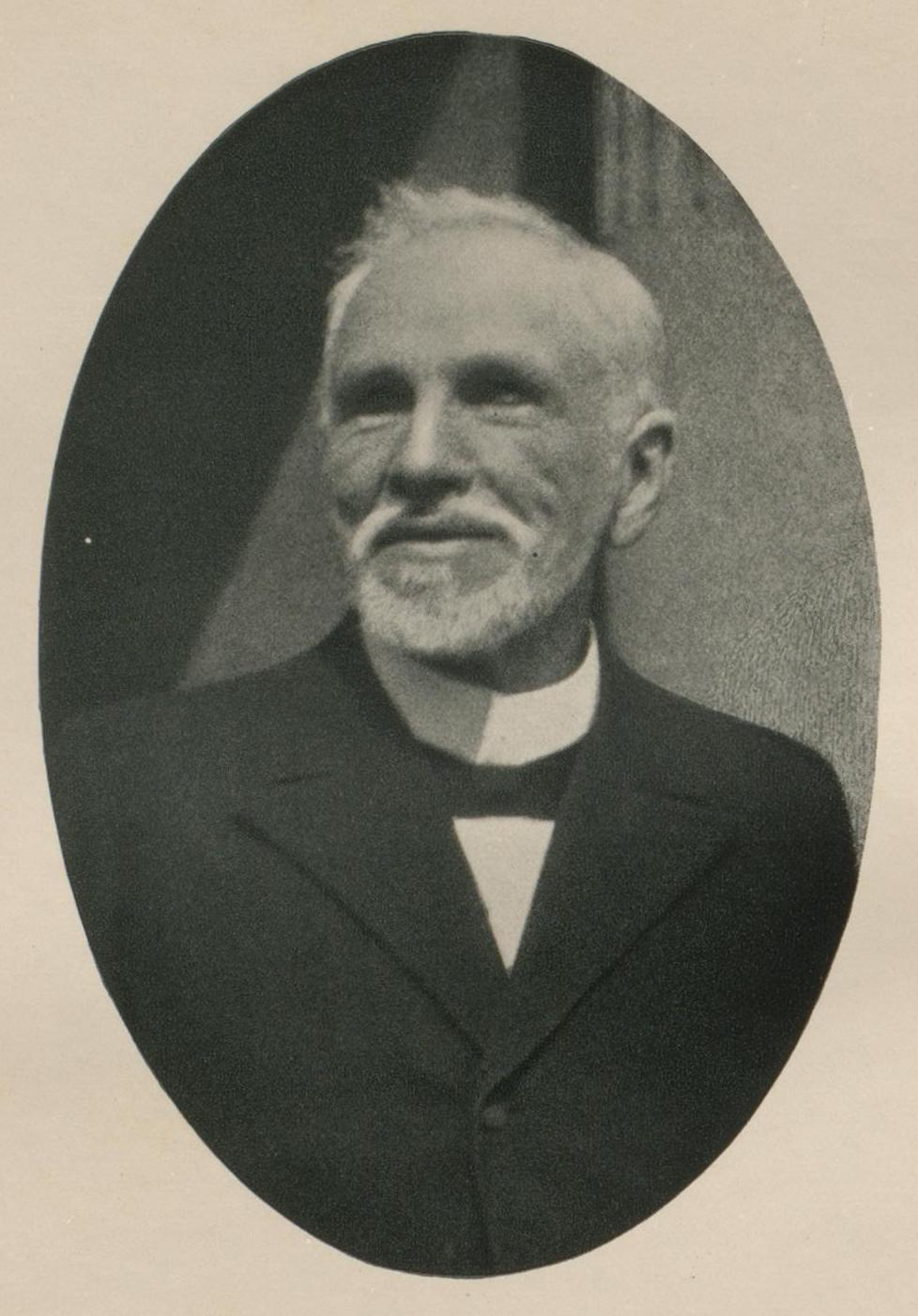
Eduard Riggenbach

Eduard Riggenbach (* 18. September 1861 in Basel; † 4. Oktober 1927 ebenda) war ein Schweizer evangelischer Theologe und Hochschullehrer. 

## Leben

### Familie
Eduard Riggenbach war der Sohn des Kaufmanns und Vogts Albert Riggenbach (1822–1906) und dessen Ehefrau Marie Henriette (1824–1919), Tochter des Kaufmanns und Bankiers Johann Jakob Iselin (1794–1874). Sein Bruder war der Astronom und Politiker Albert Riggenbach. Er war auch ein Neffe des Architekten Christoph Riggenbach und ein Grossneffe des Architekten Achilles Huber.
Er war seit 1889 mit Helene (1860–1927), Tochter des Präsidenten des Basler Strafgerichts, Johann Heinrich Eduard Thurneysen (1824–1900), verheiratet. Gemeinsam hatten sie eine Tochter: Helena Riggenbach (1897–1944), verheiratet mit dem Archäologen Ernst Alfred Stückelberg (1867–1926), Sohn des Malers Ernst Stückelberg.

### Ausbildung
Riggenbach besuchte das Gymnasium (heute: Gymnasium am Münsterplatz) in Basel und war von 1880 bis 1885 Theologiestudent an der Basler Predigerschule sowie von 1885 bis 1888 an der Universität Basel.

### Werdegang
Nach seinem Examen und seiner Ordination 1885 übte er von 1887 bis 1902 eine Lehrtätigkeit an der Predigerschule sowie in dieser Zeit von 1888 bis 1889 im Basler Missionshaus aus.
1891 wurde er Lizenziat in Theologie und habilitierte 1892. Ab 1899 war er ausserordentlicher Professor und ab 1917 ordentlicher Professor für Theologie an der Universität Basel. Er war auch Mitglied der Basler Synode.

### Wissenschaftliches Wirken
Eduard Riggenbach, der ab 1876 völlig erblindet war, wirkte wissenschaftlich als kirchlich-positiver Neutestamentler, der von der Erweckungsbewegung geprägt war und sich gegen die liberale exegetische Kritik wandte. Sein wichtigstes Werk war sein 1913 veröffentlichter Kommentar über den Hebräerbrief.

## Ehrungen und Auszeichnungen
- 1904 wurde Eduard Riggenbach durch die theologische Fakultät der Universität Greifswald zum Dr. h. c. ernannt.

## Mitgliedschaften
- Eduard Riggenbach war Mitglied zahlreicher christlicher Vereine.

## Schriften (Auswahl)
- Kritische Studien über den Schluss des Römerbriefes. Bonn, 1892.
- Die schweizerische, revidierte Uebersetzung des Neuen Testamentes und der Psalmen. Basel: R. Reich, 1895.
- Robert Benjamin Kübel; Eduard Riggenbach; Otto Zöckler: Pastoralbriefe, Hebräerbrief und Offenbarung Johannis. München: C. H. Beck, 1898.
- Eduard Riggenbach; Adolf Schlatter; Rudolf Stähelin: Geschichte des Schwyzerhüsli, 1847–1897. Waldenburg: Witwe Diehl, 1901.
- Versuch einer neuen Deutung des Namens Barkochba. Gütersloh, 1901.
- Der trinitarische Taufbefehl: Matth. 28, 19 nach seiner ursprünglichen Textgestalt und seiner Authentie untersucht. Gütersloh 1903.
- Die religiöse und sittliche Erziehung heidenschristlicher Gemeinden: nach den Korintherbriefen. Basel: Verlag der Missionsbuchhandlung, 1904.
- Unbeachtet gebliebene Fragmente des Pealgius: Kommentare zu den Paulischen Briefen. Gütersloh, 1905.
- Vererbung und Verantwortung. Stuttgart: C. Belser, 1906.
- Die Lehre von der Rechtfertigung aus dem Glauben im Kampfe der Gegenwart. Neukirchen, 1907.
- Die ältesten lateinischen Kommentare zum Hebräerbrief. In: Forschungen zur Geschichte des neutestamentlichen Kanons und der altkirchlichen Literatur. Leipzig: A. Deichert, 1907.
- Der Begriff diathēkē im Hebräerbrief. Leipzig Deichert 1908.
- Die Auferstehung Jesu. Berlin, 1908.
- Bibelglaube und Bibelforschung. Neukirchen: Erziehungsverein, 1909.
- Der Brief an die Hebräer. Leipzig, Deichert, 1913 (Kommentar zum Neuen Testament, Band XIV).
- Zur Exegese und Textkritik zweier Gleichnisse Jesu. Stuttgart 1914.
- Das göttliche Muß des Leidens!  Basel, Basler Missionsbuchhandlung 1919.
- Der Begriff der Teleiosis im Hebräerbrief. 1914.
- Die reformatorische Schätzung der Heiligen Schrift in ihrer Bedeutung für die Gegenwart. Basel: Helbing & Lichtenhahn, 1917.
- Neue Materialien zur Beleuchtung des Papiaszeugnisses über den Märtyrertod des Johannes. Leipzig: A. Deichert, 1921.
- Auf den Trümmern Jerusalems. Basel Basler Missionsbuchh. 1923.
- Ein Beitrag zum Verständnis der Parabel vom arbeitenden Knecht, Luk. 17, 7-10. Leipzig: A. Deichert, 1923.
- Eberhard Nestle; Eduard Riggenbach; Heinrich Wiese; Theodor von Zahn: Das Neue Testament unsers Herrn und Heilandes Jesus Christus. Stuttgart Württembergische Bibelanstalt 1924.
- Das Geheimnis des Kreuzes Christi. Basel Basler Missionsbuchhandlung, Stuttgart Evangelischer Missionsverlag 1927.